# Correbidia apicalis
Correbidia apicalis är en fjärilsart som beskrevs av William Schaus 1904. Correbidia apicalis ingår i släktet Correbidia och familjen björnspinnare. Inga underarter finns listade i Catalogue of Life.